# 彦国葺命

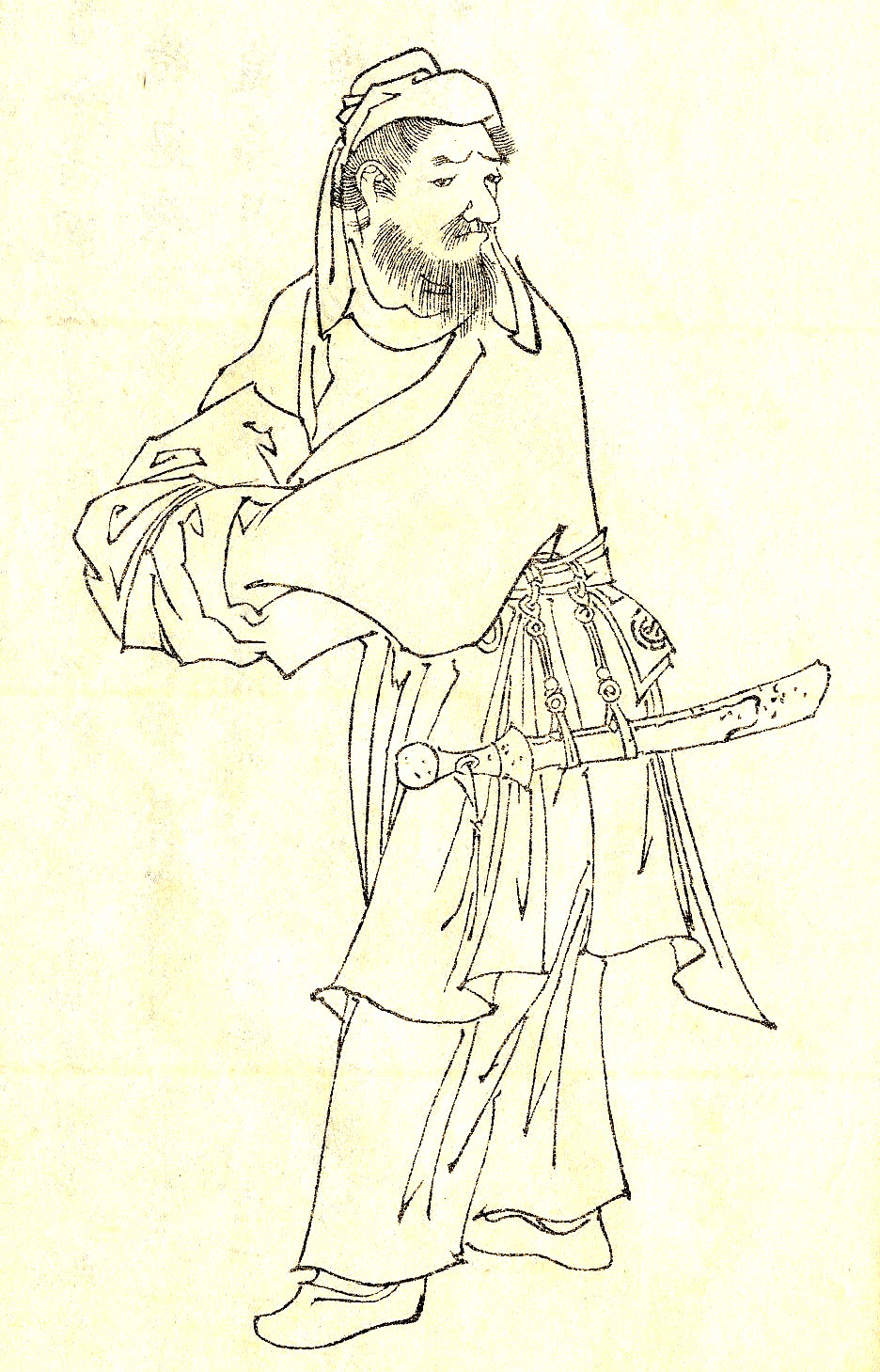
彦国葺命（『前賢故実』より）

彦国葺命（ひこくにふくのみこと、生没年不詳）は、記紀等に伝わる古代日本の人物。
『日本書紀』では「彦国葺」、『古事記』では「日子国夫玖命」、他文献では「彦訓服命」とも表記される。
第5代孝昭天皇皇子の天足彦国押人命の三世孫または四世孫で、和珥臣（和珥氏）の遠祖である。垂仁天皇朝では五大夫の1人に数えられる。

## 記録
『日本書紀』崇神天皇10年9月27日条によれば、武埴安彦と妻の吾田媛が謀反を起こしたので、彦国葺は大彦命（阿倍氏祖、四道将軍の1人）と共に山背に派遣された。その際、忌瓮（いわいべ）を和珥武鐰坂（わにのたけすきのさか：現・奈良県天理市和爾町付近）の上に据え、精兵を率いて那羅山（ならやま）に登った。さらに山を去って輪韓河（わからがわ：京都府木津川市木津町付近の木津川）に進み、埴安彦と川を挟んで対陣した。彦国葺は、埴安彦が無道にして王室を傾ける者であると言い、埴安彦を討ち軍衆も追討したという。
同書垂仁天皇25年2月8日条では、武渟川別（阿倍臣祖）・大鹿島（中臣連祖）・十千根（物部連祖）・武日（大伴連祖）らとともに「大夫（まえつきみ）」の1人に数えられており、天皇から神祇祭祀のことを命じられている。
なお、『古事記』においても崇神天皇段において日子国夫玖命による建波爾安王（武埴安彦）の追討伝承が記されている。

## 後裔

### 氏族
『新撰姓氏録』には、次の氏族が後裔として記載されている。
- 左京皇別 吉田連 - 大春日朝臣同祖。観松彦香殖稲天皇（孝昭天皇）皇子の天帯彦国押人命四世孫の彦国葺命の後。同条では、彦国葺の孫に塩垂津彦命の名を挙げる。
- 右京皇別 真野臣 - 天足彦国押人命三世孫の彦国葺命の後。同条では、彦国葺の子に大口納命、孫に難波宿禰、以下後裔数人の名を挙げる。
- 右京皇別 和邇部 - 天足彦国押人命三世孫の彦国葺命の後。
- 右京皇別 安那公 - 同上。
- 山城国皇別 粟田朝臣 - 天足彦国押人命三世孫の彦国葺命の後。
- 山城国皇別 葉栗 - 小野同祖。彦国葺命の後。

### 国造
『先代旧事本紀』「国造本紀」には、次の国造が後裔として記載されている。
- 額田国造
志賀高穴穂朝（成務天皇）の御世に和邇臣祖の彦訓服命の孫の大直呂宇命を国造に定める、という。のちの美濃国池田郡額田郷周辺にあたる[2]。
- 吉備穴国造
纏向日代朝（景行天皇）の御世に和邇臣同祖の彦訓服命の孫の八千足尼を国造に定める、という。のちの備後国安那郡周辺にあたる[3]。

## 考証
彦国葺命の登場する武埴安彦追討の伝承は、本来は和珥氏の伝承と見る説があり、のちに大彦命らの四道将軍伝説が生まれるにあたってこれと結び付けられたとする意見がある。伝承に見える地名には、大化前代における和珥氏の勢力地が反映されているとする説もある。